# U.S. Men's Clay Court Championships 1975
L'U.S. Men's Clay Court Championships 1975 è stato un torneo di tennis giocato sulla terra. È stata la 65ª edizione del U.S. Men's Clay Court Championships, che fa parte del Commercial Union Assurance Grand Prix 1975. Si è giocato a Indianapolis negli Stati Uniti dal 4 al 10 agosto 1975.

## Campioni

### Singolare
Manuel Orantes ha battuto in finale  Arthur Ashe con il punteggio di 6–2, 6–2.

### Doppio
Juan Gisbert /  Manuel Orantes hanno battuto in finale  Wojciech Fibak /  Hans-Jürgen Pohmann con il punteggio di 7–5, 6–0.